# Pioneer Register
 (mars 2020).
Le Pioneer Register est une série d'inscriptions lapidaires américaines dans le comté de Wayne, dans l'Utah. Protégé au sein du parc national de Capitol Reef, il est inscrit au Registre national des lieux historiques depuis le 13 septembre 1999.